# Ərəb (Xaçmaz)
Ərəb è un comune dell'Azerbaigian situato nel distretto di Xaçmaz. Conta una popolazione di 969 abitanti.